# Kontributionsränteriet
Kontributionsränteriet var ett extraordinarie ämbetsverk som inrättades på grund av Karl XII:s brev till rådet 4 juni 1712, varigenom han förordnade att ständernas bankofullmäktige jämte ett kungligt råd som ordförande skulle under ovannämnda titel förvalta kontributionsmedlen, det vill säga de utomordentliga - de förra riksdagsbevillningarna motsvarande - skatter, som kungen av egen maktfullkomlighet alltsedan 1699 årligen utskrivit med anledning av kriget. Förut hade dessa medel förvaltats av Statskontoret, men befattningen därmed uppdrogs nu åt Kontributionsränteriet, varigenom de sades komma under undersåtarnas egen förvaltning.
Kontributionsränteriet trädde i verksamhet i början av 1713 och fungerade under den återstående tiden av Karl XII:s regering, ehuru med den inskränkningen att Statskontoret på det gamla viset förvaltade 1714 års kontribution, sedan det förra förklarat sig inte kunna samtycka till 1714 års ständers beslut om upphävandet av kungens nya kontributionsmetod, vilken 1713 tillämpats, och om återgång till den gamla metoden. Den fullmakt att vara ständernas fullmäktige som kungen givit bankofullmäktige utvidgades genom kungligt brev 20 januari 1716 därhän att de fick i uppdrag att uppnegotiera statslån, för vilka de som säkerhet gav skuldförbindelser i ständernas namn - de s.k. ständernas obligationer och myntsedlar. Deras officiella titel var då "K. M:ts trogna ständers vid kontributions- och negotiationsverket befullmäktigade". För de erhållna lånen gavs 6 procents ränta, och de skulle kunna uppsägas efter 4 års förlopp. En del av kontributionen anslogs till betalning av räntorna; till avbetalning av kapitalen utskrefs 1716-18 den s.k. upphandlingsavgiften, som även stod under Kontributionsränteriets förvaltning. År 1719 års ständer suspenderade detta ämbetsverk och tillsatte en kommission att granska dess förvaltning.